# Clarence S. Campbell Bowl

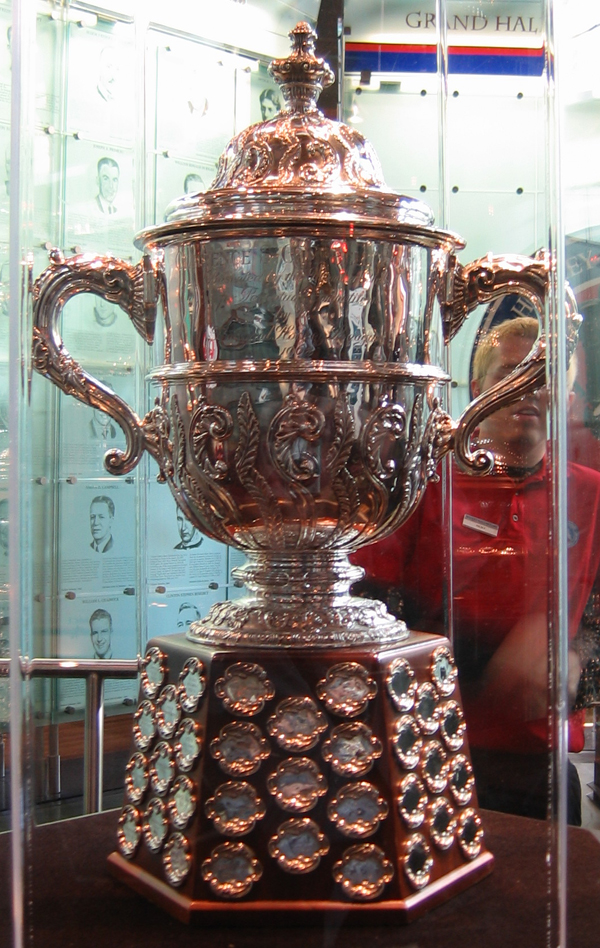
Clarence S. Campbell Bowl

Clarence S. Campbell Bowl är ett årligt pris som sedan säsongen 1993/1994 ges till Western Conference-mästarna i National Hockey League, det vill säga det lag som når  Stanley Cup-finalen. 
Priset delades ut första gången 1968 av National Hockey League till minne av Clarence S. Campbell, som var NHL-president 1946-1977. Själva trofén är en stämplad pjäs gjord i sterlingsilver av en brittisk silversmed 1878.
Säsongerna 1967/1968-1973/1974 gick trofén till vinnaren efter grundserien av West Division . 
Säsongerna 1974/1975-1980/1981 gick trofén till vinnaren efter grundserien i Clarence Campbell Conference.
Säsongerna 1981/1982-1992/1993 gavs trofén till Stanley Cup-finalisten från Campbell Conference. 

## Vinnare av Clarence S. Campbell Bowl
| - 2022 - Colorado Avalanche - 2021 - Montréal Canadiens - 2020 - Dallas Stars - 2019 - St. Louis Blues - 2018 - Vegas Golden Knights - 2017 - Nashville Predators - 2016 - San Jose Sharks - 2015 - Chicago Blackhawks - 2014 - Los Angeles Kings - 2013 - Chicago Blackhawks - 2012 - Los Angeles Kings - 2011 - Vancouver Canucks - 2010 - Chicago Blackhawks - 2009 - Detroit Red Wings - 2008 - Detroit Red Wings - 2007 - Anaheim Ducks - 2006 - Edmonton Oilers - 2004 - Calgary Flames - 2003 - Mighty Ducks of Anaheim - 2002 - Detroit Red Wings - 2001 - Colorado Avalanche - 2000 - Dallas Stars - 1999 - Dallas Stars - 1998 - Detroit Red Wings - 1997 - Detroit Red Wings - 1996 - Colorado Avalanche - 1995 - Detroit Red Wings - 1994 - Vancouver Canucks - 1993 - Los Angeles Kings - 1992 - Chicago Blackhawks - 1991 - Minnesota North Stars - 1990 - Edmonton Oilers - 1989 - Calgary Flames - 1988 - Edmonton Oilers | - 1987 - Edmonton Oilers - 1986 - Calgary Flames - 1985 - Edmonton Oilers - 1984 - Edmonton Oilers - 1983 - Edmonton Oilers - 1982 - Vancouver Canucks - 1981 - New York Islanders - 1980 - Philadelphia Flyers - 1979 - New York Islanders - 1978 - New York Islanders - 1977 - Philadelphia Flyers - 1976 - Philadelphia Flyers - 1975 - Philadelphia Flyers - 1974 - Philadelphia Flyers - 1973 - Chicago Blackhawks - 1972 - Chicago Blackhawks - 1971 - Chicago Blackhawks - 1970 - St. Louis Blues - 1969 - St. Louis Blues - 1968 - Philadelphia Flyers |